# Mauro Gandolfi
Mauro Gandolfi (Bologna, 18 settembre 1764 – Bologna, 4 gennaio 1834) è stato un pittore italiano.

## Biografia
Proveniva da una grande famiglia di prolifici artisti, tra i quali si ricordano principalmente il padre Gaetano e lo zio Ubaldo.
Dopo l'apprendistato presso il padre, si recò giovanissimo in Francia, forse ancora sedicenne. Di ritorno a Bologna nel 1785, si mosse con cautela all'interno della bottega paterna, sviluppando uno stile più attento al modellato e alla resa plastica, con qualche connotazione ironica di distacco dall'ambiente clementino.

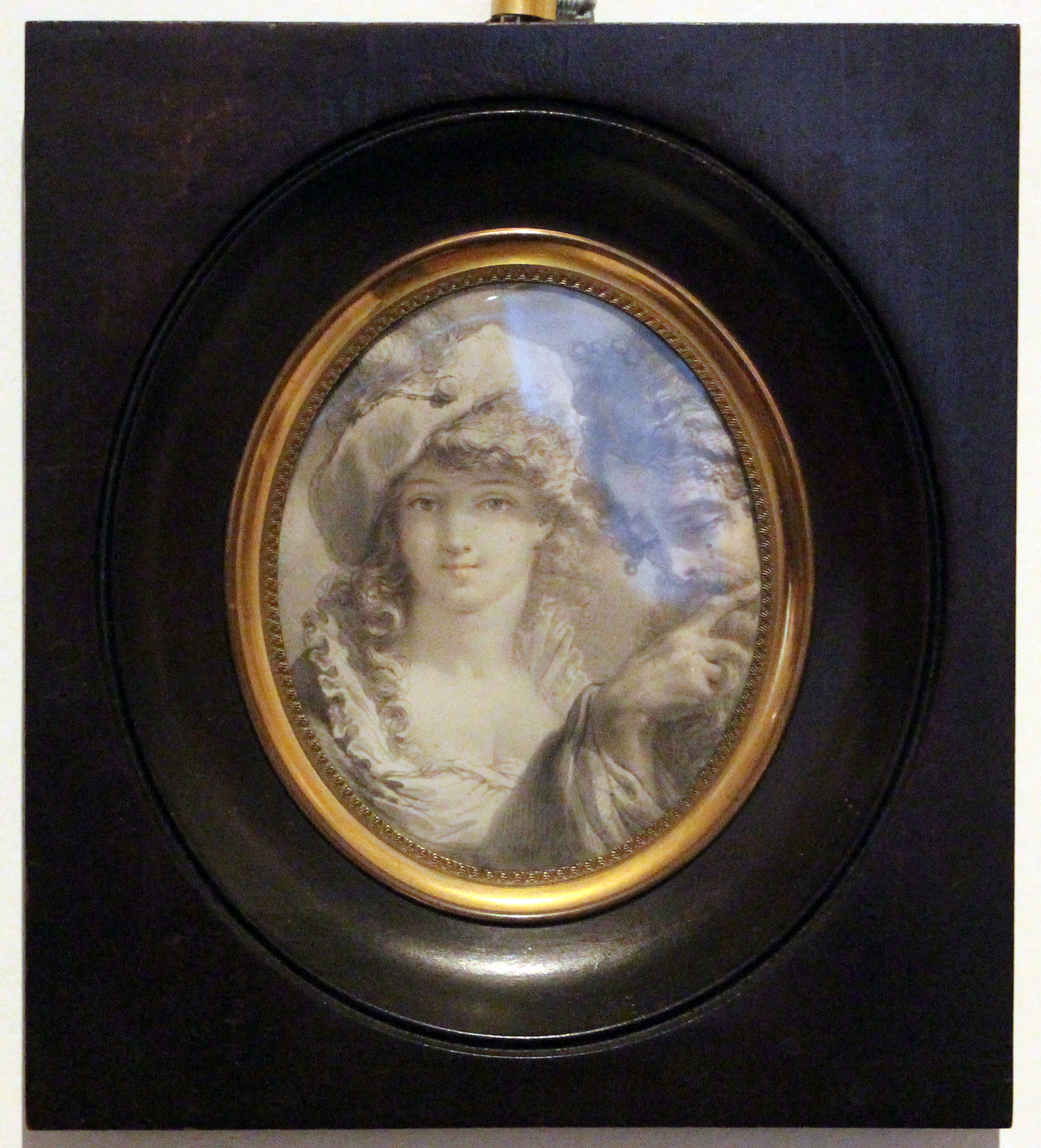
Giovane donna con cappello e uomo pensoso, Fondazione Cavallini Sgarbi

Dal 1796 sembra cessata del tutto la produzione pittorica, in favore dell'acquarello e dell'incisione di traduzione, in cui il Gandolfi si dedicò con successo notevole, confortato da un lungo soggiorno parigino. Nel 1816 si recò per alcuni mesi nell'America del Nord.
Ebbe due figli: Clementina, pittrice, e Democrito, scultore.
Venne sepolto nella tomba di famiglia, all'arco 12 del chiostro Terzo del cimitero monumentale della Certosa di Bologna, insieme a Gaetano e Democrito Gandolfi. Il monumento funerario è attribuito allo scultore Giovanni Putti.